# Per odio, per amore
Per odio, per amore è un film televisivo del 1991 diretto da Nelo Risi.

## Trama
Una giovane donna emiliana, di nome Aida, si innamora di un uomo siciliano dal fascino misterioso. Si trasferisce dunque in Sicilia, dove sulle orme della drammatica scomparsa dell'uomo intraprende una ricerca che la porterà a scoprirne i lati oscuri.

## Distribuzione
Il film andò in onda in prima visione su Canale 5 l'11 marzo 1992.